# Yelicones anchanae
Yelicones anchanae är en stekelart som beskrevs av Areekul och Donald L.J. Quicke 2006. Yelicones anchanae ingår i släktet Yelicones och familjen bracksteklar. Inga underarter finns listade i Catalogue of Life.